# Leman (wieś)
Leman – wieś w Polsce położona w województwie podlaskim, w powiecie kolneńskim, w gminie Turośl.
Ośrodek kultury kurpiowskiej.
| SIMC    | Nazwa  | Rodzaj    |
| ------- | ------ | --------- |
| 0409290 | Zapole | część wsi |

W miejscowości znajduje się siedziba parafii św. Rocha. W strukturze kościoła rzymskokatolickiego parafia należy do metropolii białostockiej, diecezji łomżyńskiej, dekanatu Kolno.

## Historia

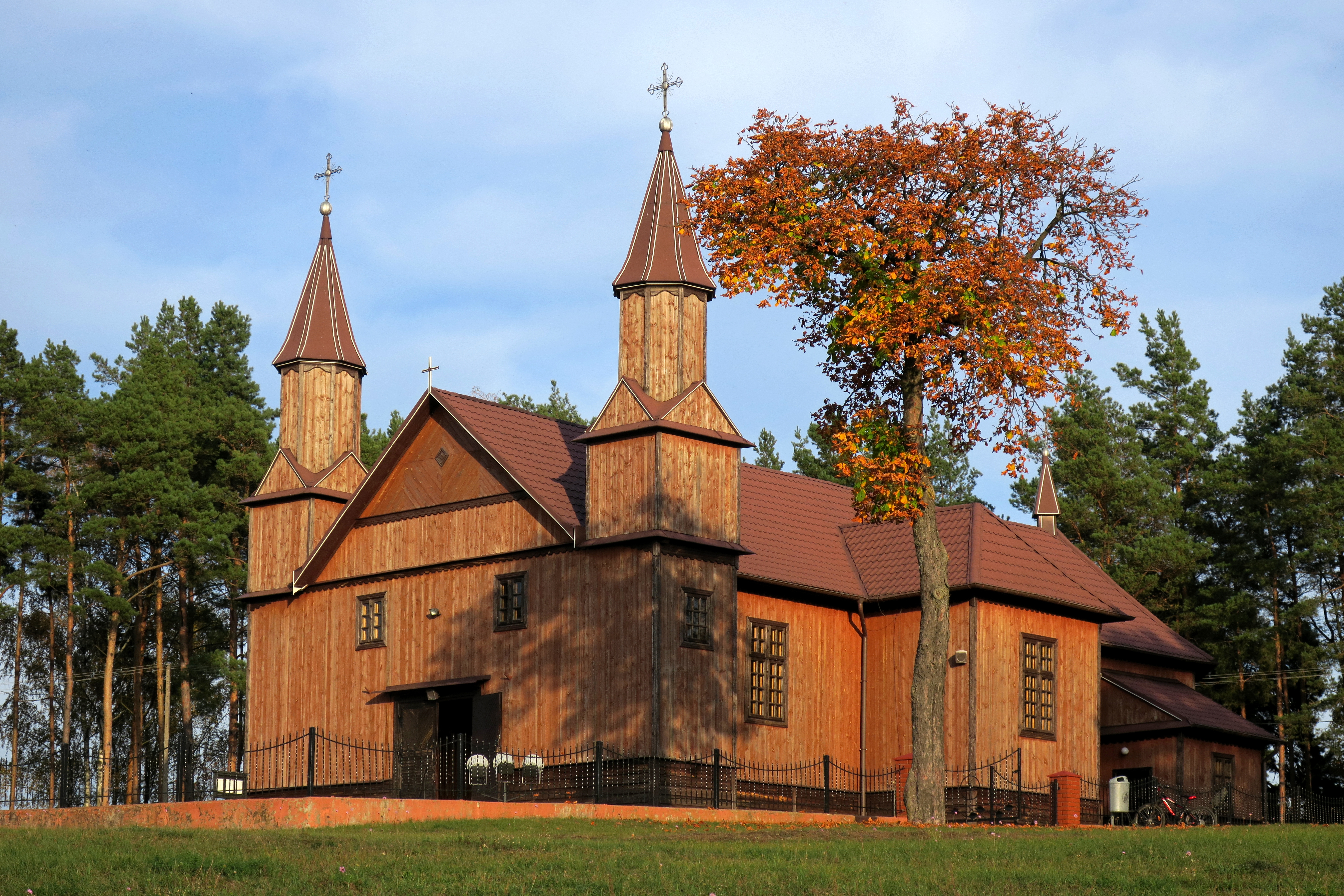
Kościół parafialny pw. św. Rocha w Lemanie

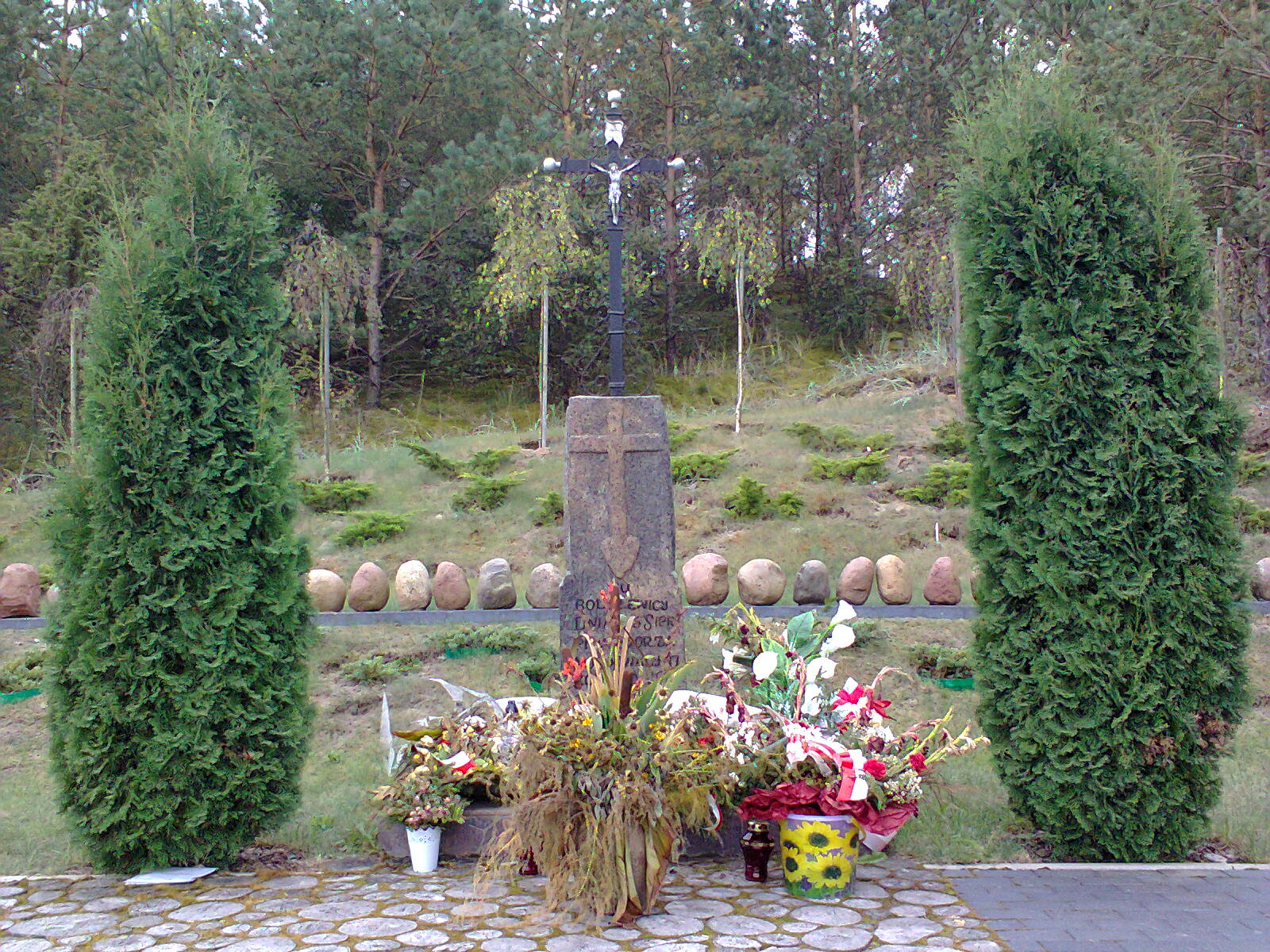
Pomnik polskich żołnierzy poległych w bitwie pod Lemanem w 1920

W 1920 pod Lemanem doszło do ciężkich walk między wojskami 15 Wielkopolskiej Dywizji Piechoty a bolszewickim 3 Korpusem Kawalerii Gaja Gaja. Schwytanych do niewoli żołnierzy kowieńskiego pułku strzelców kozacy zabili na miejscu. Ich grób znajduje się na starym cmentarzu w Kolnie i jest miejscem uroczystości patriotycznych.
W okresie międzywojennym miejscowość była siedzibą komisariatu Straży Celnej „Leman” oraz ulokowano tu placówkę Straży Celnej.
W latach 1921–1939 wieś leżała w województwie białostockim, w powiecie kolneńskim (od 1932 w powiecie ostrołęckim), w gminie Turośl.
Według Powszechnego Spisu Ludności z 1921 roku wieś zamieszkiwały 583 osoby w 111 budynkach mieszkalnych. Miejscowość należała do miejscowej parafii rzymskokatolickiej. Podlegała pod Sąd Grodzki w Kolnie i Okręgowy w Łomży; właściwy urząd pocztowy mieścił się w m. Turośl, a z dostępem do telefonu w Kolnie.
W wyniku agresji Niemiec we wrześniu 1939, miejscowość znalazła się pod okupacją i do stycznia 1945 była przyłączona do III Rzeszy i znalazła się w strukturach Landkreis Scharfenwiese (ostrołęcki) w rejencji ciechanowskiej (Regierungsbezirk Zichenau) Prus Wschodnich.
W latach 1954–1972 wieś należała i była siedzibą władz gromady Leman. W latach 1975–1998 wieś administracyjnie należała do województwa łomżyńskiego.

## Zabytki
- drewniany kościół parafialny pw. św. Rocha z 1925 oraz drewniana dzwonnica, nr rej.: A-535 z 21 grudnia 1994[10].